# Маилсон
Маилсон Барбоза Тейшейра (порт. Maylson Barbosa Teixeira; 6 марта 1989, Сан-Бернарду-ду-Кампу, Бразилия), более известный как Маилсон (порт. Maylson) — бразильский футболист, полузащитник клуба «Ред Булл Бразил».

## Карьера

### «Гремио»
Маился родился в Сан-Бернарду-ду-Кампу и начал свою карьеру в команде «Гремио» в 2005 году, играя за молодёжную команду. Универсальный полузащитник, который считался одной из восходящих звезд клуба. 11 ноября 2007 года он дебютировал в первой команде, сыграв полный матч против «Сан-Паулу», но в том матче его команда проиграла (1:0). Он также сыграл в следующей игре, победном матче с «Америкой» (Натал). Майлсон посодействовал первому голу, отдав пас Вильяну Маграо.